# Nyelvhalfélék
A nyelvhalfélék (Soleidae) a sugarasúszójú halak (Actinopterygii) osztályába és a lepényhalalakúak (Pleuronectiformes) rendjébe tartozó család.
A nyelvhalfélék családjába 28 nem és 169 faj tartozik.

## Megjelenésük
Ezek a halak életük elején úgy néznek ki, mint általában a többi hal, vagyis kétoldali szimmetriásak; fejük mindkét felén van egy-egy szem. Növekedésük során, a bal oldali szem „átvándorol” a fej jobb felére. A felnőtt nyelvhalfélék a bal oldalukon fekszenek, általában beásva az iszapba. Az iszap, homok és a sötét színük miatt, alig látszanak ki a környezetükből.

## Életmódjuk
A nyelvhalak fajai között vannak sós- és édesvízi halak is. Fenéklakó állatok, amelyek kisebb rákokkal és egyéb fenéklakó gerinctelenekkel táplálkoznak. A Trieste elnevezésű batiszkáfban levő emberek, a Mariana-árokban, 10 911 méteres mélységben, egyéb lepényhalalakúak mellett, ilyen nyelvhalakat is láttak.

## Rendszerezés
A családba az alábbi 28 nem tartozik:
- Achiroides - 2 faj
- Aesopia - 1 faj
  - Aesopia cornuta (Kaup, 1858)
- Aseraggodes Kaup, 1858 - 49 faj
- Austroglossus - 2 faj
- Bathysolea - 4 faj
- Brachirus Swainson, 1839 - 18 faj
- Buglossidium - 1 faj
  - Buglossidium luteum (Risso, 1810)
- Dagetichthys - 1 faj
  - Dagetichthys lakdoensis (Stauch & Blanc, 1964)
- Dicologlossa - 2 faj
- Heteromycteris - 6 faj
- Leptachirus - 9 faj
- Liachirus - 2 faj
- Microchirus - 7 faj
- Monochirus - 2 faj
- Paradicula - 1 faj
  - Paradicula setifer (Paradice, 1927)
- Pardachirus - 6 faj
- Pegusa - 5 faj
- Phyllichthys - 3 faj
- Pseudaesopia - 1 faj
  - Pseudaesopia japonica (Bleeker, 1860)
- Rendahlia - 1 faj
  - Rendahlia jaubertensis (Rendahl, 1921)
- Rhinosolea - 1 faj
  - Rhinosolea microlepidota (Fowler, 1946)
- Solea - 9 faj
- Soleichthys - 8 faj
- Synaptura - 7 faj
- Synapturichthys - 1 faj
  - Synapturichthys kleinii (Risso, 1827)
- Typhlachirus - 1 faj
  - Typhlachirus caecus (Hardenberg, 1931)
- Vanstraelenia - 1 faj
  - Vanstraelenia chirophthalma (Regan, 1915)
- Zebrias - 18 faj

## Felhasználásuk
A nyelvhalfélék közül, több is fontos az ember számára. A Solea solea nevű nyelvhal, Észak-Európában és a Földközi-tenger térségében keresett táplálékhal.

## Fordítás
- Ez a szócikk részben vagy egészben  a   Soleidae című angol Wikipédia-szócikk ezen változatának fordításán alapul.  Az eredeti cikk szerkesztőit annak laptörténete sorolja fel. Ez a jelzés csupán a megfogalmazás eredetét és a szerzői jogokat jelzi, nem szolgál a cikkben szereplő információk forrásmegjelöléseként.